# King Kester Emeneya
Jean Emeneya Mubiala Kwamambu (Kikwit, 23 de noviembre de 1956 - París, 13 de febrero de 2014) fue un cantante congoleño más conocido como King Kester Emeneya.
Mientras era estudiante de ciencias políticas en la Universidad de Lubumbashi, en 1977, se unió a la banda Viva La Música. Después de lograr el éxito con varias canciones populares, se convirtió en el cantante africano más popular en la década de 1980 y creó su propia banda, Victoria Eleyson, el 24 de diciembre de 1982.
Tiene un hermano menor llamado Joly Mubiala con el que estuvo en su grupo.
Emeneya Djo Kester fue innovador con su música. Fue el primer músico de África central en incorporar instrumentos electrónicos (sintetizadores) en su álbum titulado Nzinzi que vendió más de un millón de copias. Después de años de éxito con populares canciones, en 1993 lanzó su álbum Every Body distribuido por Sonodisc. Fue un gran éxito a nivel internacional. En 1997, después de una ausencia de siete años, King Kester regresó a Congo. Cerca de 80.000 personas asistieron al primer concierto después de su regreso, que fue un récord de acuerdo con los medios de comunicación congoleños. Cuenta con más de 1000 canciones en su haber y e hizo representaciones en los cinco continentes. 
Desde 1991 hasta su muerte en 2014, King Kester Emeneya vivió principalmente en Francia con su familia.

## Discografía
- Milena (1977)
- Teint de Bronze (1978)
- Ndako ya Ndele (1979)
- Musheni (1979)
- Kayole (1979)
- Fleur d'ete (1978)
- Ngonda (1979)
- Dikando (1980)
- La Runda (1980)
- Ata Nkale (1979)
- Dembela (1981)
- Naya (1982)
- Ngabelo (1982)
- Okosi Ngai Mfumu (1983)
- Surmenage (1984)
- Kimpiatu (1985)
- Willo Mondo (1985)
- Wabelo (1986)
- Manhattan (1986)
- Deux Temps (1987)
- Nzinzi (1987)
- Mokusa (1990)
- Dikando Remix (1991)
- Polo Kina (1992)
- Every Body (1993)
- Live in Japan (1991)
- Every Body (Remix) (1995)
- Pas de contact (1995)
- Succès Fous (1997)
- Mboka Mboka (1998)
- Never Again Plus jamais (1999)
- Longue Histoire (Volume 1 & 2) (2000)
- Live au Zénith de Paris (2001)
- Live à l'Olympia (Bruno Coquatrix) de Paris (2002)
- Rendre à César ... ... ce qui est à César (2002)
- Nouvel ordre (2002)
- Le Jour Le Plus Long (2007)